# Villa pretiosa
Villa pretiosa är en tvåvingeart som först beskrevs av Daniel William Coquillett 1887.  Villa pretiosa ingår i släktet Villa och familjen svävflugor. Inga underarter finns listade i Catalogue of Life.